# Biblioteca LGBTI

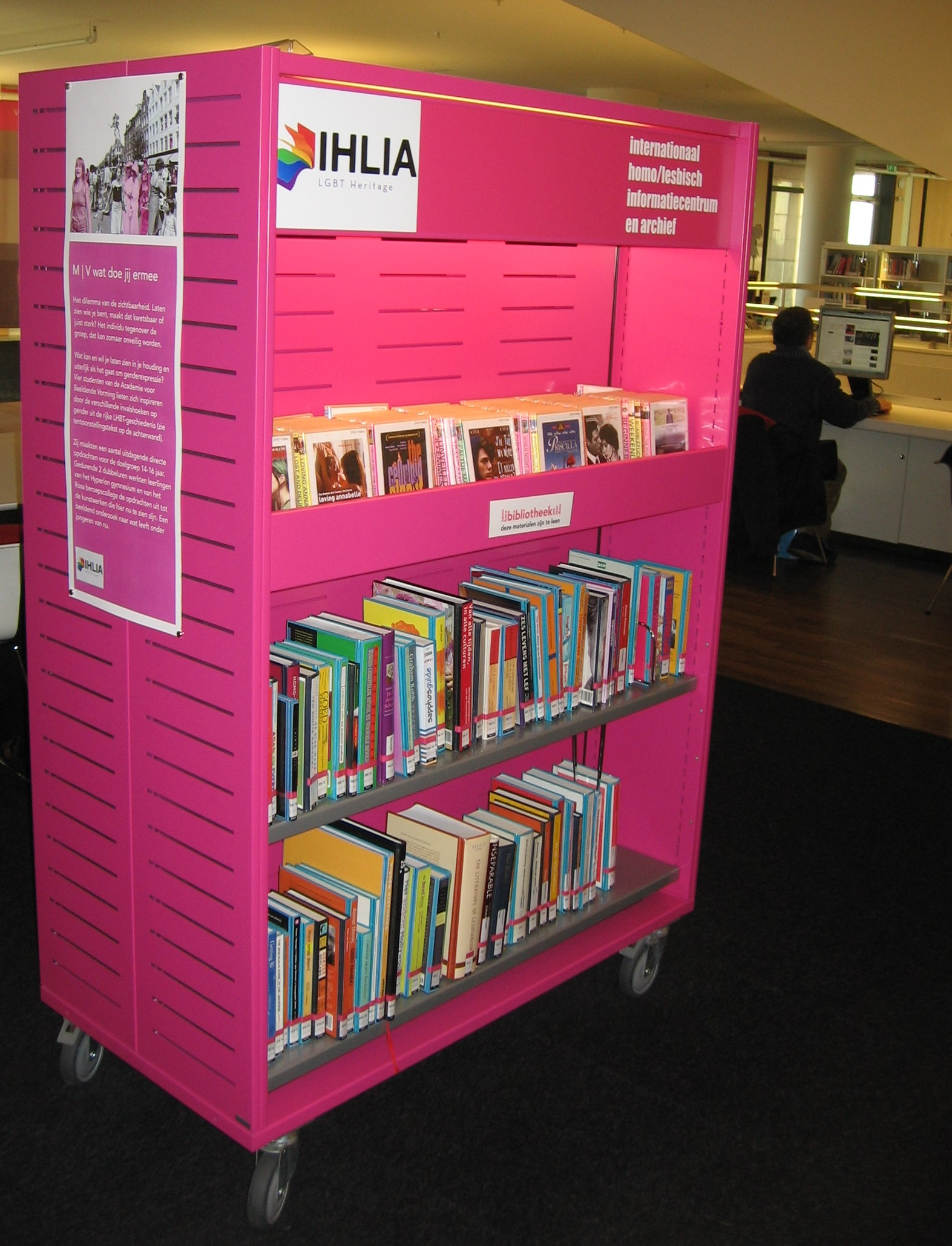
Prestatgeria portàtil de IHLIA (Amsterdam) instal·lades en altres biblioteques públiques d'Holanda.

Les biblioteques LGBTI són biblioteques especialitzades en la defensa dels drets de persones lesbianes, gais, bisexuals, trans, intersexuals i tot allò que té a veure amb la diversitat sexual, de gènere i familiar, on es poden trobar llibres, revistes, publicacions periòdiques, material audiovisual - documentals, cinema de ficció, programes de ràdio digitalitzats... -, cartells, fotografies, dossiers temàtics i diversos recursos digitals.
La història del llibre sobre la diversitat sexual, de gènere i familiar va unida a la de les biblioteques, centres de documentació, museus i arxius especialitzats actuals. Afegim una bibliografia per a conèixer millor aquesta realitat, amb articles acadèmics sobre necessitats informacionals d'usuaris, compromís de les biblioteques públiques amb la diversitat i sobre la funció social de les biblioteques especialitzades en temes LGTBI, com a espais de lectura on es pot compartir coneixements, préstec de llibres i DVD, consulta d'arxius, així com activitats culturals sobre Drets Humans i els Principis de Yogyakarta.

## Història dels llibres sobre diversitat sexual, de gènere i familiar
Per entendre l'origen d'aquestes unitats documentals cal conèixer la història del col·lectiu LGBTI.
L'etimologia a través dels temps, ens ajuda a entendre les diferents interpretacions de les identitats i els afectes. La censura s'ha sostingut per la càrrega pejorativa afegida a les definicions des dels fanatismes, fins a la despenalització gradual. Però no és una constant evolució, sinó que involuciona cada època i lloc en què s'imposa una opinió com a veritat absoluta, sense contrastar, siga en nom d'una religió, o una ideologia política o de la pseudociència, o d'una forma excloent d'entendre el nacionalisme. Són excuses per a justificar l'autoritarisme des de l'ensenyament i la legislació.
Per exemple, segons la geografia i la cronologia del textos, podem trobar, des d'una perspectiva occidental, els següents termes:
- En l'Antiguitat: tribadisme, eromenys i erastés, kinaidos o cinaedus,
- En l'edat mitjana i moderna: pecatus nefandus, pràctiques nefandes, sodomia, (perfecta i imperfecta),[4]
- En el segle XIX: homosexualitat, heterosexualitat, lesbianisme o safisme, uranisme, inversió sexual, homofilia,
- En el segle XX i XXI: lesbiana, gai, bisexualitat, LGTB o LGBT, intersexualitat, identitat i expressió de gènere, afinitat afectiva sexual, transgènere, transsexual, intersexual, binarisme de gènere, gènere fluid, cisgènere, cross-dresser, asexualitat, demisexualitat, pansexualitat, poliamor, amor lliure, teoria queer, heteronormativitat, violència intragènere,[5] sortida de l'armari, famílies homoparentals, masclisme homosexualitzat,[6] homonacionalisme, lesbofòbia,[7] homofòbia interioritzada, transfòbia, bifòbia, plumofòbia,[8] serofòbia, en constant evolució.,[9][10] gràcies als moviments socials LGBT, l'educació sexual i al transfeminisme.

Una de les primeres expressions escrites és la lírica de Safo de Mitilene (Lesbos) dedicada a la deessa Afrodita (censurat pel Vaticà i Constantinoble l'any 1073) i recuperada, en part, gràcies a l'arqueologia moderna. La "Ilíada" on es conta la relació amorosa entre Aquil·les i Patrocle. "El convit" de Plató on Alcibíades tracta l'origen mitològic de la sexualitat. Altres exemples de la literatura grecollatina que conservem són Plutarc, "Eneida" de Virgili, "Sàtires" d'Horaci, "Les Metamorfosis" d'Ovidi, el "Satíricon" de Petroni, o el poeta Marcial.
John Boswell va estudiar l'edat mitjana trencant falsos mites amb proves documentals primàries. Al món islàmic destaquen autors de poesia homoeròtica com: Abu-Nuwàs (Pèrsia 755-814), Ibn Hazm (Còrdova 994-1064), Omar Khayyam (Pèrsia 1048-1131), Muhammad Ibn Dawud (868-909), Al-Safadi (1296-1363), Muhammad al-Nawadji., Mehmed Ghazali (poeta otomà), M. Ibn Umar al-Nafzawi (xeic tunisià del segle XV).
Però l'edat moderna es va caracteritzar per un clar retrocés amb l'Index Librorum Prohibitorum que va arribar a prohibir aquells llibres que malgrat ser escrits per cristians, denunciaven la doble moral del clergat, com: "Decameró" de Giovanni Boccacio, "La Divina Comedia" de Dante Alighieri, o "Els contes de Canterbury" de Geoffrey Chaucer. Com va dir el poeta Heinrich Heine "on es cremen llibres s'acaben cremant persones" tant per part de la Santa Inquisició com per part de les monarquies autoritàries dogmàtiques.
Fins a l'actual literatura LGBT que va reviscolar amb dificultats des de finals de la il·lustració, com el Marquès de Sade i amb el liberalisme del segle xix com Konstandinos Petru Kavafis, Sidonie-Gabrielle Colette, Oscar Wilde, Radclyffe Hall, Walt Whitman, Virginia Woolf, Edward Carpenter, que s'inspiren en l'antiguitat. L'interés per la ciència va augmentar amb autories com: Heinrich Hössli, Karl Maria Kertbeny, Richard von Krafft-Ebing, Karl-Günther Heimsoth i Havelock Ellis, varen obrir el camí als drets socials LGBT.
En 1919 es va crear a Berlín l'Institut per a la ciència sexual, amb una biblioteca que va arribar a tindre més de 10.000 volums, fins que va ser atacada per les Joventuts Hitlerianes en 1933, en aplicació de l'article 175.
En el cas de la literatura homosexual en l'estat Espanyol, al segle XX passa encara per la censura amb el general Primo de Rivera i tras el parèntesi de despenalització de la Segona República, torna amb la reforma nacionalcatòlica de 1954 de la "ley de vagos y maleantes", que va tindre el seu origen en el concordat del 1953, entre Franco i Eugenio Pacelli. I la posterior "ley de peligrosidad y rehabilitación social", des de 1970 fins 1979.
Als EUA el Comitè d'Activitats Antiamericanes també va aplicar censura homofòbica des dels llibres fins als guions de cine i teatre, pels senadors Clyde Roark Hoey, McCarthy i Will Hays. Esta persecució va canviar gràcies a les investigacions d'Evelyn Hooker, Alfred Kinsey, i als moviments socials més sensibilitzats amb el pacifisme, el feminisme i el pensament crític, fins a la seua despatologització en 1973 per l'Associació de Psiquiatria Americana, i en 1990 per l'Organització Mundial de la Salut.
En 1990 Judith Butler publica "El gènere en disputa" fundant la teoria queer. L'augment de producció editorial tan científica com literària i cinematogràfica o periodisme en favor dels Drets Humans a contribuït als canvis legislatius en alguns països, arribant a fer conferències internacionals de biblioteques LGBT. Però allí on aquesta evolució científica i humanista no s'ha pogut consolidar, s'han aprovat lleis injustes contra els drets LGBT en Àfrica, o en Rússia amb Putin o en Brasil amb Bolsonaro, on es reprèn la censura de llibres.

## Funció social de les biblioteques i arxius especialitzats
1. Cobrir les deficiències de les biblioteques públiques quant a la temàtica.
2. Difondre la investigació rigorosa i contrastada, que aplica la metodologia científica.
3. Fer front al corrent pseudocientífic fonamentalista religiosa perquè fa propaganda homofòba.[22]
4. Ajudar a l'autoacceptació en la diversitat afectiva sexual.

## Biblioteques i arxius especialitzats

### Europa
- Amsterdam: IHLIA[23][24]
- Barcelona: Centre de Documentació Armand de Fluvià del Casal Lambda[25]
- Barcelona: Biblioteca Complices[26]
- Barcelona: Biblioteca Josep M. Ainaud de Lasarte[27]
- Barcelona: Biblioteca Joan Coromines[28]
- Barcelona: Biblioteca Nou Barris[29]
- Berlín: Schwules museum[30]
- Bilbao: Aldarte[31]
- La Corunya: Biblioteca de Galicia[32]
- Las Palmas de Gran Canaria: Gamá[33]
- Madrid: Biblioteca Cogam[34]
- Madrid: La Neomudéjar[35]
- Sant Sebastià: Gehitu[36]
- Santander: Alega[37]
- Terrassa: Biblioteca Central de Terrassa[38]
- València: Arxiu i Biblioteca del Col·lectiu Lambda[39]

### Amèrica
- Buenos Aires: Biblioteca Oscar Hermes Villordo[40]
- Illinois: LGBT Recursos Center of University of Illinois[41]
- Nova York: Center for Lesbian and Gay Studies[42]
- Ontario: Pride Library[43]

## Biblioteques i arxius digitals LGBTI
- Archivo T[44]
- Biblioteca digital LGTB en Gallego[45]
- IGLU. Iniciativas gay les universitaria[46]
- Digital Transgender Archive[47]
- UCLA LibraryDigital Collections/The Mazer Lesbian Archives at UCLA[48]

## Notícies sobre el foment del coneixement i sobre la censura actual
- ACAL. Archivos sexuados: la documentación de la sexualidad y el género en Tábula 20.[49]
- Hazte queer. Libros y cómics.[50]
- La realidad escondida. Libros.[51]
- Comunidad Baratz. Libros prohibidos y censurados en las bibliotecas de Estados Unidos.[52]
- Cristianos Gays. El jesuita James Martin pide a la iglesia en su libro “Construyendo un puente” la inclusión de la comunidad LGBT.[53]
- El Levante EMV. Las bibliotecas tendrán una sección de temática LGTB,[54]
- Scotland to embed LGBTI teaching across curriculum[55]

## Articles sobre biblioteques especialitzades en temes LGBTI
- PÉREZ PULIDO, Margarita; GÓMEZ-PANTOJA FERNÁNDEZ-SALGUERO, Aurora. Conocer, comprender, transformar: activismo bibliotecario y homosexualidad. 1997.[56]
- TRIGUERO, Vicky, et al. Cuando la diversidad sexual entra en la biblioteca: algunos criterios para la selección de documentación LGTB. 2006.[57]
- BURGUILLOS MARTÍNEZ, Ferrán; FRÍAS MONTOYA, José Antonio. Bibliotecas y diversidad sexual: presentación del dossier. 2006.[58]
- FRÍAS MONTOYA, José Antonio; CEDEIRA SERANTES, Lucía. Autobiografías lectoras de gays y lesbianas: una aproximación cualitativa a la influencia de la lectura, las bibliotecas y otras instituciones culturales en los procesos de aceptación de la orientación sexual. Congreso: 1º Fórum Ibero-Americano de Literacias; 16ª Conferência Europeia de Leitura. Lugar: Braga (Portugal). Fecha: 19-22 de julio de 2009.[59]
- FRÍAS MONTOYA, José Antonio; OLIVEIRA, Rosa. El Compromiso de las Bibliotecas Públicas con la diversidad sexual: análisis de las iniciativas y experiencias desarrolladas en España y Portugal. In: Actas do Congresso Nacional de Bibliotecários, Arquivistas e Documentalistas. 2015.[60]
- DÍAZ-JATUF, Julio. Aportes de la Cátedra Libre Bibliotecología Social sobre necesidades y servicios de información para la comunidad GLTTIBQ (gay, lésbico, travesti, transexual, intersexual, bisexual, queer). 2015.[61]
- DÍAZ-JATUF, Julio. Crítica a la ceguera de las bibliotecas argentinas por la exclusión social de la comunidad GLTTIBQ (gay, lésbica, transexual, travesti, intersexual, bisexual, queer). Crítica Bibliotecológica: Revista de las Ciencias de la Información Documental, 2015, vol. 8, n. 1, pp. 65–71. [Journal article (Paginated)][62]
- DÍAZ JATUF, Julio. Necesidades de Información en la comunidad GLTTIBQ (gay, lésbica, transexual, travesti, intersexual, bisexual, queer). Madrid: Universidad Complutense, 2016.[63]
- GENERELO, Jesús. La Diversidad sexual y de Género en el sistema Educativo:¿qué sabemos sobre ella?. Índice: Revista de Estadística y Sociedad, 2016, 66: 29-32.[64]
- GÓMEZ-HERNÁNDEZ, José-Antonio; PÉREZ IGLESIAS, Javier. Cultura LGTBI en las bibliotecas públicas españolas. Diálogo a propósito de las nuevas leyes de igualdad. Anuario Thinkepi, 2017.[65]
- GARCIA ESTEVE, Maria Jesus. Cultura LGTBI. Bibliografia básica. Generalitat de Catalunya, Servei de Biblioteques, 2017.[66]